# 메시아 유대교

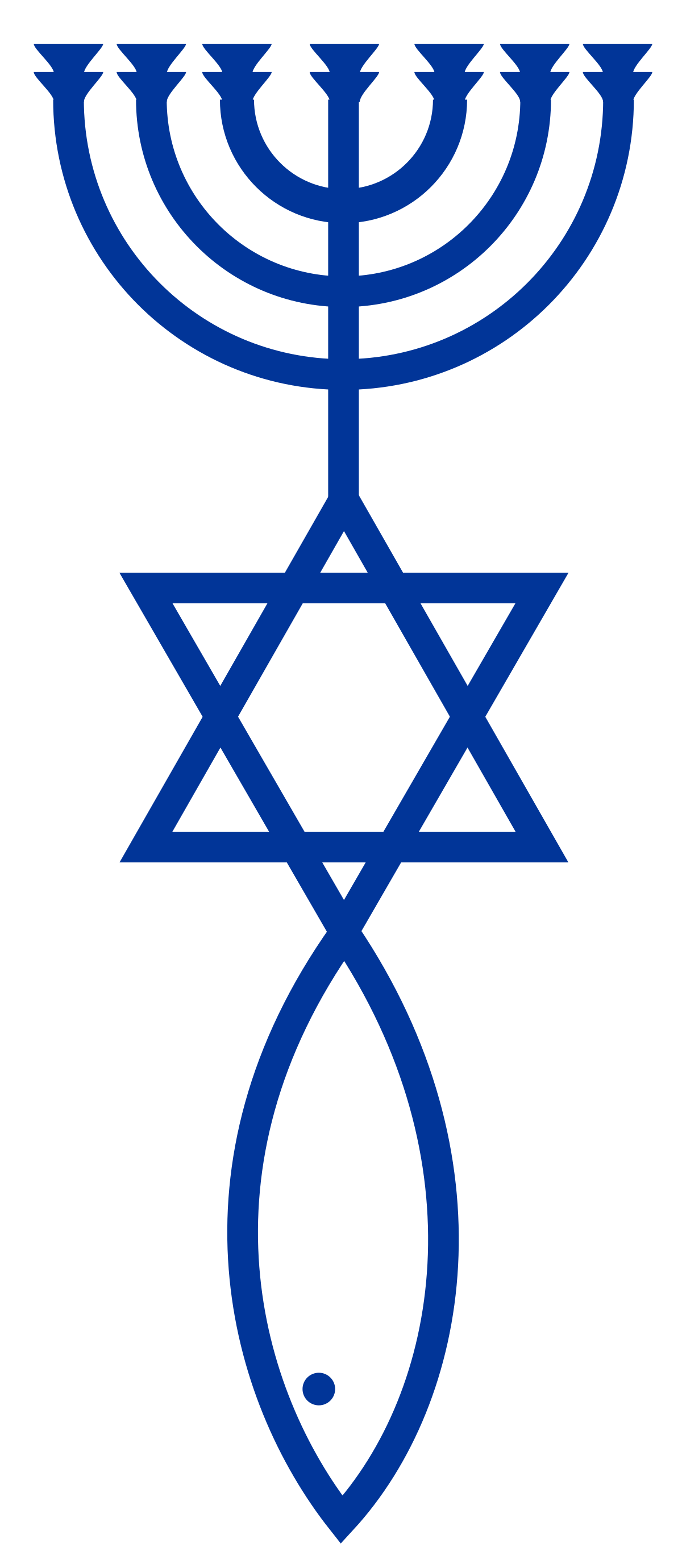
메시아 유대교의 상징

메시아 유대교(히브리어: יהדות משיחית 야하두트 메시히트)는 1960년대와 70년대 사이에 일어난 종교운동으로 생긴 종파로 보는 견해가 있다. 그러나 이는 신학의 정립에 있어 종교적 형태가 완성된 시점을 의미하며 복음주의 기독교와 유대교에서 파생된 것으로 여겨진다. 메시아 유대교는 일반적으로 예수를 유대교의 메시아와 삼위일체의 성자로 인정하지만 카톨릭에서 이야기하는 삼위일체는 세명의 신의 인격은 다신교를 연상시키므로 거부한다. 또한 거의 대부분의 메시아 유대교도가 히브리 성서와 신약성경 둘다를 아도나이(주)에 의해 쓰여진 권위적인 성서라고 믿는다.
메시아 유대교는 예수를 자신의 구원자로 받아들여야 구원이 이루어진다고 말한다. 또한 모든 죄가 예수의 죽음과 부활로 속죄되었다고 믿으며 유대법과 유대 관습은 단지 문화적인 것일 뿐 구원에 도움을 주는 것은 아니라고 말한다. 주류 기독교 교파들은 메시아 유대교를 기독교의 한 종파로 받아들인다.
메시아 유대교의 몇몇 지지자들은 민족적으로 유대인이며, 그들 중 많은 이들이 메시아 유대교가 유대교의 한 종파라고 입장을 유지한다. 이들은 자신들을 여전히 유대교를 믿고 있는, 개종하지 않은 유대인이며 기독교인이 아니라고 말한다. 이들은 스스로를 크리스천이라고 하지는 않는다. 유대인 단체들과 이스라엘 최고 법원은 이러한 주장이 귀환법과 관련된 문제를 야기할 것으로 보고 메시아 유대교가 유대교의 일부라는 이들의 주장을 거부했으며, 대신 메시아 유대교를 기독교의 한 종류로 정의내렸다. 그러나 메시아닉 유대인들, 메시아닉 Jew는 스스로를 유대인으로 여기며 모든 절기를 지킨다. 2003년에서 2007년까지 메시아 유대교는 예배당이 미국에서 150개에서 438개로, 이스라엘에서 100개 이상으로, 전세계에선 그보다 더 많이 늘어났으며 많은 신자들이 규모가 큰 메시아 유대교 단체나 연합체들에 소속되게 되었다. 또한 2008년에 메시아 유대교는 최소 6,000여명에서 많게는 15,000여명 정도의 신자들을 이스라엘에서, 250,000여명의 신자들을 미국에서 거느리고 있는 것으로 알려졌다.

## 같이 보기
- 에비온파
- 유대-기독교